# Ida von Nagel
Ida von Nagel (15 de mayo de 1917-29 de agosto de 1971) fue una jinete alemana que compitió en la modalidad de doma. Participó en los Juegos Olímpicos de Helsinki 1952, obteniendo una medalla de bronce en la prueba por equipos.

## Palmarés internacional
| Juegos Olímpicos | Juegos Olímpicos     | Juegos Olímpicos  | Juegos Olímpicos |
| Año              | Lugar                | Medalla           | Categoría        |
| ---------------- | -------------------- | ----------------- | ---------------- |
| 1952             | Helsinki (Finlandia) | Medalla de bronce | Por equipos      |